# سنت انتوان، نیوبرانزویک
سنت انتوان، نیوبرانزویک (به انگلیسی: Saint-Antoine, New Brunswick) یک منطقهٔ مسکونی در کانادا است که در شهر کنت واقع شده‌است. سنت انتوان ۶٫۴۳ کیلومتر مربع مساحت و ۱٬۷۷۰ نفر جمعیت دارد.